# Карандасов, Пётр Лукьянович
Карандасов Петр Лукьянович (14 октября 1901, Наборные Сыреси, Симбирская губерния — 1983) — советский военно-морской офицер, капитан 1-го ранга. Участник Гражданской войны в России, Гражданской войны в Испании, Великой Отечественной войны. Начальник Севастопольского военно-морского училища береговой обороны ВМФ имени ЛКСМУ в 1939—1941, 1942—1943. Командир 80-й морской стрелковой бригады при обороне Заполярья в 1941—1942 годах.

## Биография
Родился 14 октября 1901 года в селе Наборные Сыреси Козловского района Ульяновской области в семье служащего. Русский. В РККА с 22(30) апреля 1920 года.
Участвовал в гражданской войне с 1920 года по 1921 год. С 30 апреля по 30 августа 1920 года служил красноармейцем в Корсуне, по 28 февраля 1921 года — в Учебно-полковой команде 5-го стрелкового полка в Алатаре, по 31 августа 1921 года — помощником командира взвода 105-го стрелкового полка в Ярославле, по 30 сентября 1921 года — командиром взвода караульной роты в Ярославле.
В РККФ с 1921 года. Служил на Балтийском флоте: с 31 сентября 1921 года по 31 декабря 1922 года был краснофлотцем Балтийского флотского экипажа. Учился в Артиллерийской школе с 31 декабря 1922 года по 28 февраля 1924 года. С 28 февраля 1924 года по 31 декабря 1927 года служил артиллеристом на крейсере «Аврора», затем по 31 октября 1930 года был политруком Машинной школы.
Учился на параллельных курсах при Высшем военно-морского училище им. Фрунзе в Ленинграде с 31 октября 1930 года по 30 ноября 1933 года.
С 30 ноября 1933 года по 31 октября 1935 года был командиром батареи крейсера «Профинтерн» Черноморского флота.
Учился на специальных курсах командного состава в Ленинграде с 31 октября 1935 года по 31 октября 1936 года. В 1936 году присвоено звание «старший лейтенант».
Участвовал в Гражданской войне в Испании с 31 октября 1936 года по 30 ноября 1937 года в качестве командира корабельной артиллерии.
После возвращения служил на Балтийском флоте: с 30 ноября 1937 года по 7 мая 1939 года был флагманским артиллеристом бригады миноносцев Балтийского флота. В 1939 году ему было присвоено звание «капитан 3-го ранга».
С 7 мая 1939 года по 1 ноября 1941 года был начальником Военно-морского артиллерийского училища им. ЛКСМУ (с 1940 года именовалось Севастопольское военно-морское училище береговой обороны ВМФ им. ЛКСМУ) в Севастополе. В октябре 1941 года в ходе организации спешного выхода курсантского полка (батальона) училища на фронт для отражения первого штурма Севастополя попал в аварию на мотоцикле вместе с начальником строевого отдела капитаном Дзиеришвили в районе Сапун-горы и был госпитализирован.
С 1 ноября 1941 года по 17 апреля 1942 года командовал 80-й морской стрелковой бригадой, которая была сформирована из моряков-черноморцев. Воевал на Карельском фронте, бригада занимала участок обороны в районе озера Большое Лагиярви..
С 17 апреля 1942 года по 9 августа 1943 года снова начальник Севастопольское военно-морское училище береговой обороны ВМФ им. ЛКСМУ. Со второй половины января училище перебазировался из Баку в Ленкорань. Стал налаживаться учебный процесс. Одновременно курсанты несли патрульную службу, охраняли железнодорожный вокзал. 20 января 1942 года из Севастополя в училище прибыл 21 курсант-ускоренник. В июле 1942 года в Ленкорани состоялся первый выпуск командиров ВМФ по ускоренной программе. Летом 1942 года под Сталинградом и на Кавказе сложилась тяжелая обстановка. 12 августа 1942 года приказом Наркома ВМФ адмирала Кузнецова Н. Г. начальнику училища капитану 2-го ранга Карандасову П. Л. предписывалось сформировать из курсантов училища боевой отряд. В состав отряда были включены 106 курсантов набора 1942 года и 95 курсантов, возвратившихся в училище с фронта.
С 9 августа по 18 ноября 1943 года находился в распоряжении Командного Управления Военно-морского флота в Москве. С 18 ноября 1943 года по 3 января 1944 года служил начальником артиллерии Осипенковской военно-морской базы Азовской военной флотилии, по 24 апреля 1944 года — был старшим морским начальником Керченского полуострова и руководил переправой через Керченский пролив. По 24 июня 1944 года был старшим морским начальником Геленджика, затем старшим морским начальником и командиром охраны рейда порта Сухуми. В 1944 году присвоено звание «капитан 2-го ранга».
С декабря 1944 года по конец войны был заместителем начальника по военно-морской подготовке Батумского мореходного училища. Уволился в запас в звании капитана 1-го ранга. Работал заместителем Начальника по военно-морской подготовке Батумского мореходного училища, а затем Херсонского мореходного училища по 1956 год. Проживал в городе Херсон. Умер в 1983 году.

## Награды
Награждён орденом Ленина (10.11.1945), пятью орденами Красного Знамени (03.01.1937, 03.11.1937, 17.04.1944, 03.11.1944, 02.06.1951), медалями «За оборону Севастополя», «За оборону Кавказа», "За победу над Германией в Великой Отечественной войне 1941—1945 гг. " и другими.